# Record (canal de televisión de Brasil)
Record (anteriormente conocida como Rede Record y posteriormente RecordTV; estilizado en mayúsculas) es una cadena de televisión abierta brasileño de programación generalista , propiedad del Grupo Record. Emite a nivel nacional a través de canales propios y estaciones afiliadas, siendo la primera red con mayor cobertura del país.
Fundado el 27 de septiembre de 1953 por iniciativa del empresario Paulo Machado de Carvalho, en el canal 7 del VHF de São Paulo, durante más de tres décadas se trató solo de un canal de televisión centrado en la capital paulista. La llegada a nivel nacional de Rede Globo condujo a una crisis de audiencias en los años 1970; y a pesar de que Machado llegó a un acuerdo con el periodista Silvio Santos para su administración conjunta, Santos terminó dejándolo de lado para fundar la red SBT en 1981, por lo que la situación económica de Record fue muy delicada en el resto de la década.
En 1989, Record fue adquirido por Edir Macedo, fundador de la Iglesia Universal del Reino de Dios, quien llevó a cabo su reconversión en una cadena de televisión de ámbito nacional, con una programación generalista para todos los públicos. A día de hoy es la tercera red brasileña en número de estaciones afiliadas —por detrás de Globo— y la segunda en términos de audiencia.

## Historia

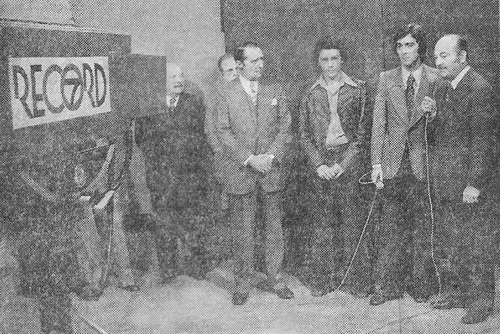
Estudios de grabación de RecordTV en la década de 1970.

Tan solo dos meses después de la llegada de la televisión en Brasil, el empresario Paulo Machado de Carvalho obtuvo una licencia para operar un canal de televisión en la frecuencia 7 del VHF de São Paulo. En aquella época la familia Carvalho ya era propietaria de una red de emisoras de radio, Rádio Sociedade Record, por lo que usaron esa marca para bautizar al nuevo canal: TV Record.
El canal comenzó sus emisiones el 27 de septiembre de 1953 con un espectáculo de variedades. En sus primeros años se especializó en programas musicales, acontecimientos deportivos, entretenimiento e informativos. En su haber cuenta con la primera serie de ficción producida en Brasil, Capitão 7, que permaneció en antena desde 1954 hasta 1966; con la primera transmisión en directo de un partido de fútbol brasileño (1955), y con una cobertura especial de la inauguración de Brasilia (1960).
El éxito de TV Record llevó a Machado a asociarse en 1957 con TV Río, emitente en Río de Janeiro y propiedad de su cuñado João Batista do Amaral, para crear una cadena de televisión: Rede das Emissoras Unidas, reemplazada en 1969 por la Rede de Emissoras Independentes (REI). En ese tiempo la audiencia del canal se vio lastrada por la creación de Rede Globo en 1965 y el auge de su rival Rede Tupi, más centradas en las telenovelas, así como por un grave incendio en la sede central que conllevó la destrucción de los archivos históricos.
Machado llegó a un acuerdo en 1972 con el presentador Silvio Santos —presentador del popular espacio Programa Silvio Santos— para administrar la programación de REI, con una propiedad conjunta del 50% entre ambas partes. Sin embargo, los planes del fundador se vieron frustrados cuando Santos creó su propio canal de televisión, TVS Rio de Janeiro (1976), y posteriormente la cadena SBT (1981), que se quedó la mayor parte de afiliadas de REI y dejaba a Record en un segundo plano. La familia Machado se quedó solamente con dos estaciones propias en São Paulo y Río de Janeiro, que operaban bajo marcas distintas, y REI terminó desapareciendo a finales de 1988. Todo ello dejó a TV Record sin apenas influencia y en quiebra técnica.
En 1989, los herederos de Machado vendieron TV Record y Rádio Record al empresario Edir Macedo, fundador de la Iglesia Universal del Reino de Dios. Aunque en un primer momento se había especulado con su transformación en un canal temático evangélico, Macedo llevó a cabo una ambiciosa estrategia para convertirlo en una cadena de televisión nacional. Para ello el grupo adquirió estaciones propias y afiliadas, comenzó a emitir vía satélite, y a partir de 1990 adoptó una nueva imagen corporativa bajo la marca Rede Record. El proceso culminó con el traslado a las nuevas instalaciones de Barra Funda en 1995.
Rede Record aprovechó la desaparición de Rede Manchete para convertirse en la tercera cadena de televisión con más audiencia de Brasil, por detrás de Rede Globo y SBT. En 2015, RecordTV se convirtió en el primer canal brasileño y de América Latina que empezó a producir contenidos en ultra alta definición.

## Programación
La programación de Record está compuesta principalmente de series de televisión, telenovelas, programas de telerrealidad, informativos y entretenimiento. En el apartado de ficción recurre a series importadas, mientras que la producción nacional suelen ser novelas propias —entre ellas Vitória, Os dez mandamentos o La esclava Isaura— o bien adaptaciones de series hispanoamericanas para el público brasileño, tales como Rebelde Río (Rebelde Way) y Bela, a feia, (Yo soy Betty, la fea). En cuanto a la telerrealidad, produce las versiones brasileñas de formatos como La granja y Dancing with the Stars.
En ocasiones el canal ocupa las franjas de programación menos atractivas para los anunciantes con espacios religiosos, principalmente de madrugada. No obstante, ha habido algunos programas basados en episodios bíblicos que han tenido éxito, entre ellos la serie Os dez mandamentos.
Record cuenta con un canal internacional, Record Internacional, disponible en América del Norte, América del Sur y en los países lusófonos.

## Infraestructura

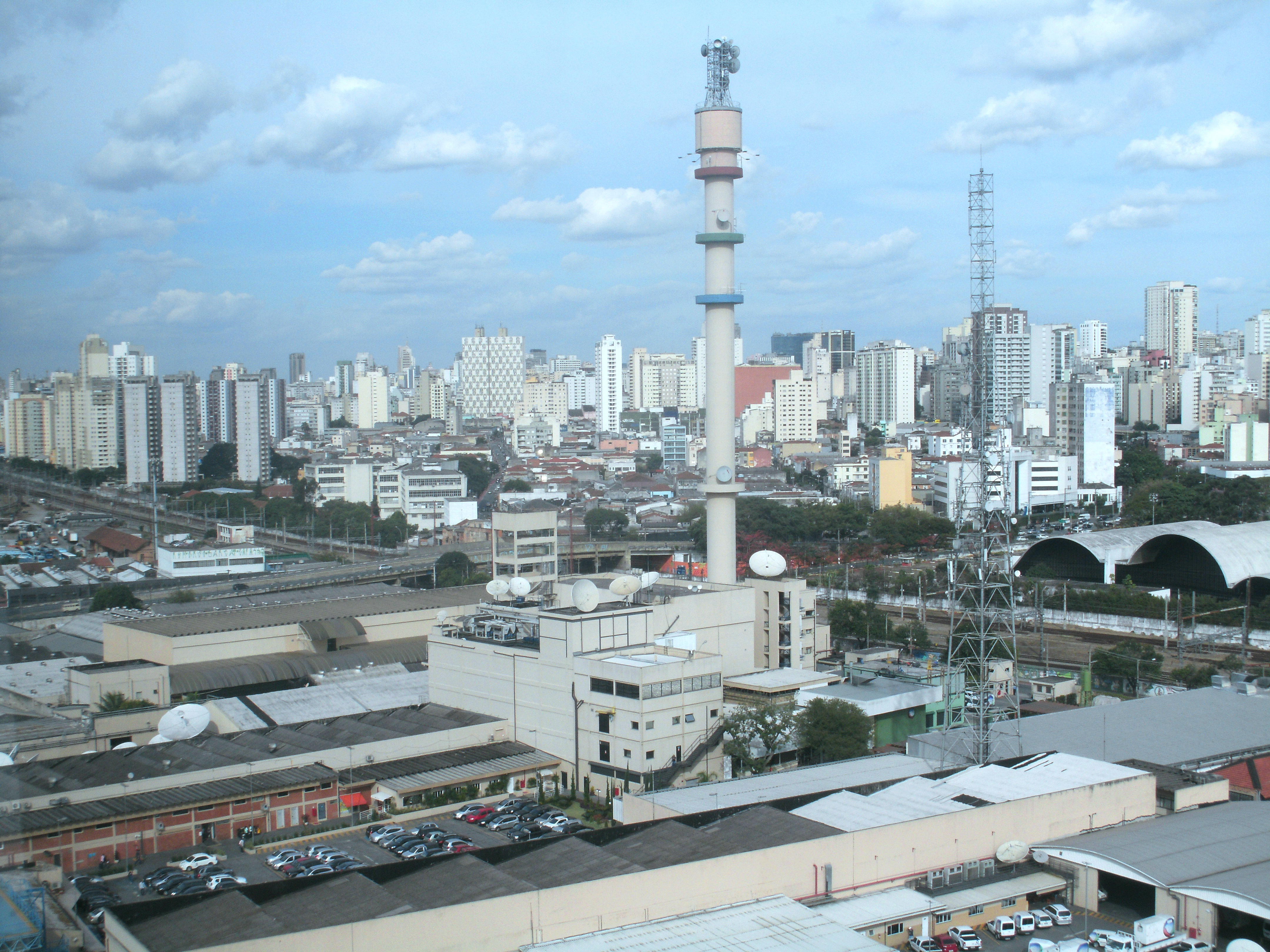
Sede central de RecordTV en Barra Funda, São Paulo.

Según datos de 2019, Record posee 14 canales de televisión propios y 87 estaciones afiliadas, lo que le convierte en la segunda mayor red brasileña por detrás de Globo.
Los canales propios que producen la mayor parte de contenidos son los de São Paulo y Río de Janeiro. La sede de Record se encuentra en Barra Funda, al norte de la ciudad de São Paulo, y desde allí se realizan los informativos. Además dispone de un importante centro de producción en Vargem Grande, en la parte occidental de Río, conocido como Casablanca Estúdios.
Después hay doce filiales que dan cobertura a los estados de São Paulo, Río de Janeiro, Bahía, Brasilia, Goiás, Minas Gerais (Belo Horizonte), Pará (Belém) y Río Grande del Sur (Porto Alegre). El resto son estaciones afiliadas que funcionan bajo una marca propia, pero emiten la programación nacional de Record.

## Controversia
La línea editorial de Record ha sido criticada en ocasiones por sus vínculos con la Iglesia neopentecostal. Edir Macedo, actual propietario de la cadena, es también el líder y fundador de la Iglesia Universal del Reino de Dios (IURD), con una fuerte influencia en la sociedad brasileña. Según el diario Folha de S. Paulo, el empresario mantuvo una buena relación personal con Jair Bolsonaro, presidente de Brasil entre 2018 y 2022.
En 1995, durante un programa religioso matutino, el pastor evangélico Sérgio Von Helder pateó una figura de Nuestra Señora de la Concepción Aparecida para criticar la festividad religiosa del 12 de octubre. El incidente, conocido como Chute na Santa, fue muy criticado por la sociedad brasileña y alcanzó repercusión después de salir en el informativo de Rede Globo, principal rival de RecordTV. Después de que varios templos de la IURD fuesen atacados, Macedo pidió disculpas y Von Helder tuvo que abandonar Brasil, siendo destinado a otras misiones hasta que pudo regresar veinte años después.